# Tâm linh

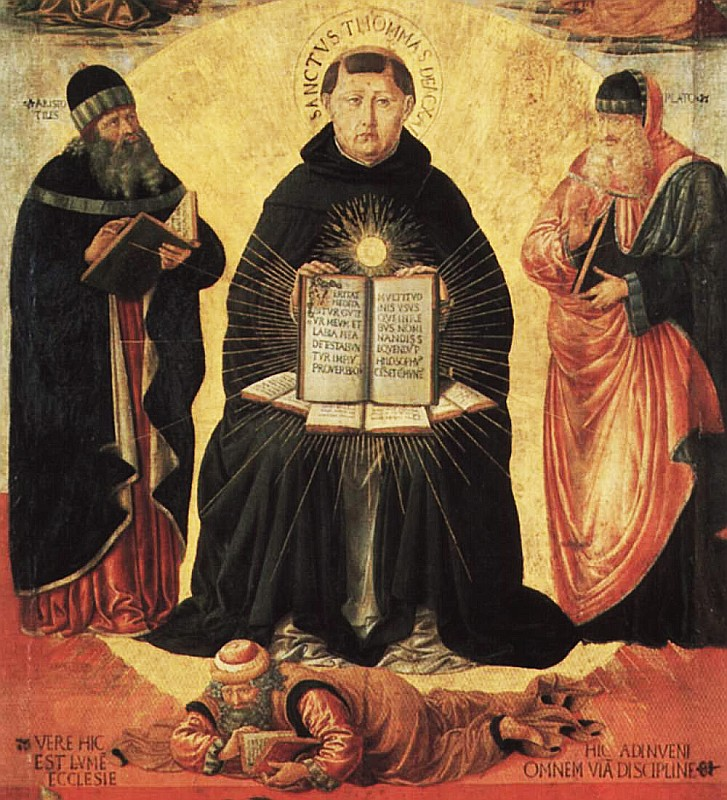
Thomas Aquinas phát triển tâm linh chiêm niệm

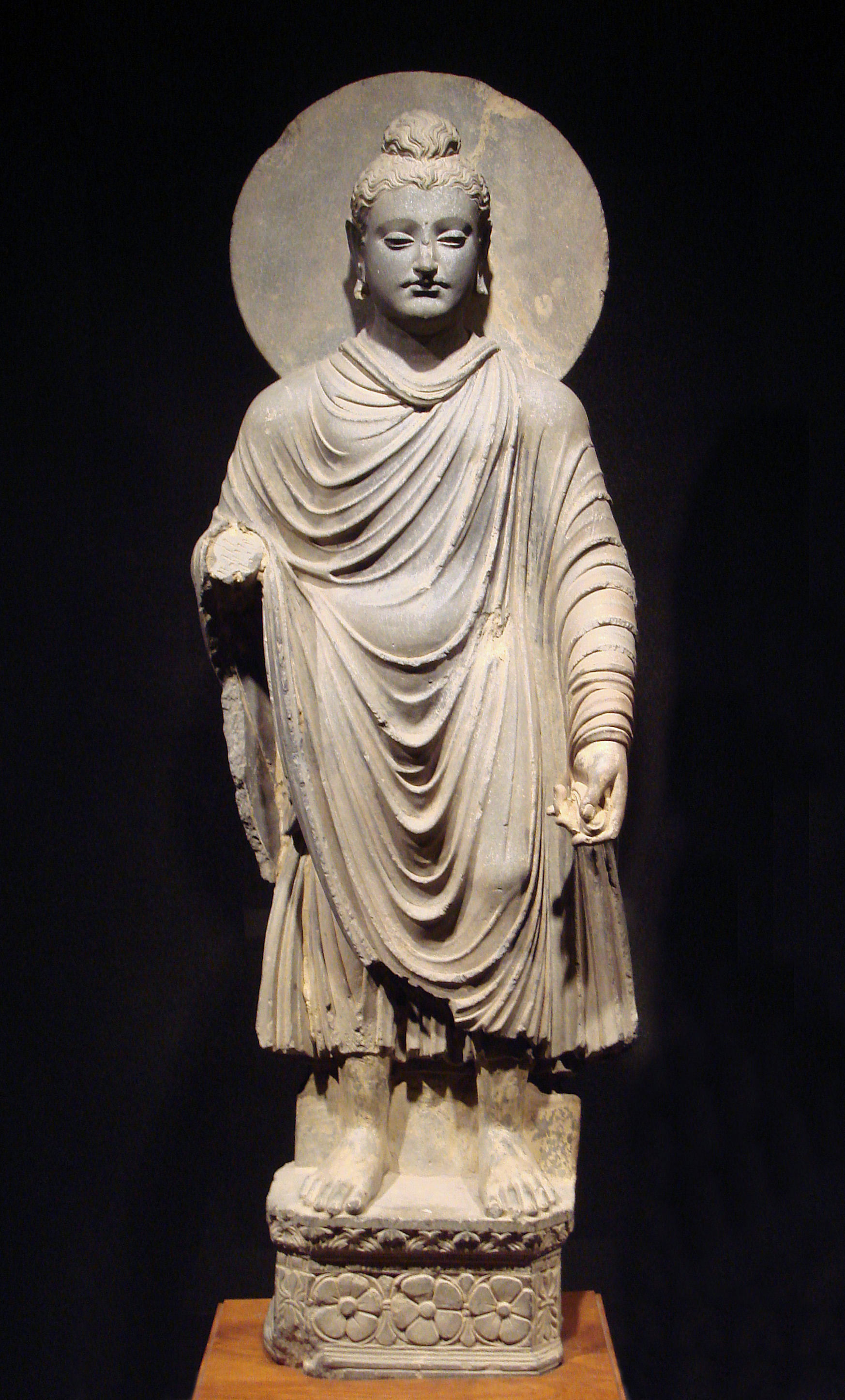
Tượng Phật đứng, Gandhara, đầu Công nguyên.

Tâm linh là một khái niệm được phát triển, thay đổi theo thời gian và có nhiều cách hiểu khác nhau. Nó được hiểu một cách truyền thống như là một tiến trình tôn giáo nhằm tái tạo dạng thức nguyên gốc của con người, hướng tới hình ảnh "chúa trời" như là một đấng sáng thế, cùng với các văn bản tôn giáo thiêng liêng của các tôn giáo trên thế giới.
Ngày nay, tâm linh được hiểu rộng rãi như là các trải niệm chủ quan của con người về các khía cạnh thiêng liêng, là các giá trị và ý nghĩa sâu sắc nhất mà vì đó người ta sống. Điều này có liên quan hệ thống niềm tin về một cõi siêu nhiên vượt ra bên ngoài thế giới thông thường có thể quan sát được của loài người, sự tu luyện nhân cách, sự tìm kiếm một ý nghĩa thiêng liêng và tối thượng, v.v...
Ngoài ra tâm linh có thể bị hiểu một cách lệch lạc là các hiện tượng và khả năng siêu thường của con người như ngoại cảm, đầu thai, lên đồng, ma nhập,... mà ngày nay được xem là giả khoa học, mê tín dị đoan.

## Từ nguyên
Vốn từ tiếng Việt từ xưa (được ghi trong các từ điển của A. de Rhodes năm 1561, của P. de Béhaine năm 1772, của J. L. Taberd năm 1838) có đề cập đến "hồn", "tâm", "linh hồn", nhưng không có từ "tâm linh". Đến nửa đầu thế kỷ XX, mới thấy một số nhà soạn từ điển ghi từ "tâm linh", nhưng nội hàm lại mang nhiều khác biệt. Theo Hán Việt Từ điển của Đào Duy Anh xuất bản lần đầu năm 1932 thì tâm linh là "cái trí tuệ tự có trong lòng người".
Theo Từ điển Tiếng Việt của Viện Ngôn ngữ học (Hoàng Phê chủ biên), thì tâm linh hiểu theo hai nghĩa: " tâm hồn, tinh thần" và "khả năng biết trước một biến cố nào đó sẽ xảy ra đối với mình, theo quan niệm duy tâm".

## Góc nhìn tôn giáo

### Phật giáo
Sự thực hành Phật giáo trong tiếng Phạn được gọi là bhavana, có nghĩa tiến triển, phát triển hay trau dồi. Đây là một khái niệm quan trong trong phật giáo. Từ bhavana thường ghép với các từ khác thành các cụm từ, thí dụ như citta-bhavana (phát triển trau dồi tâm) or metta-bhavana (phát triển trao dồi lòng từ bi). Khi đứng một mình thì từ bhavana là để chỉ về "tu luyện tâm linh" nói chung.
Các con đường tu luyện Phật giáo để được giải thoát khỏi vòng luân hồi để đến đến niết bàn được biết đến rộng rãi nhất là Bát chính đạo, Thập địa và Bồ tát đạo thứ đệ.